# 抢枕头
抢枕头是中国大陆上海美术电影制片厂1985年出品制作的水墨动画片。影片根据中国民间传说改编而成，讲述三个不孝的儿媳妇和三个儿子抢老人留下的枕头的故事。

## 剧情简介
老汉早年丧妻，辛辛苦苦将三个儿子和一个女儿养大。但三个儿子皆不孝顺，将老汉像皮球一样踢来踢去谁都不肯赡养。老汉想到自己竟不如树上的乌鸦，遂寻短见。辛得女儿回家探亲，救下老汉。老汉女儿去和三个哥哥理论，结果被三个哥哥一通奚落。老汉女儿看到老汉床上的大红枕头，遂计上心来......。

## 制作团队
- 录音：詹磊
- 剪辑：莫普中
- 效果：白伟民
- 作曲：蔡路
- 指挥：王永吉
- 摄影：王世荣
- 背景设计：高阳
- 汇景：高阳、叶歌
- 美术设计：王倍中
- 人物设计：陆成法
- 动画设计：陆成发、李美娟、李国忠、徐明组、段海云